# Ciohorăni
Ciohorăni est une commune roumaine située dans le județ de Iași.